# Lonka (Ukrajna)
Lonka (ukránul: Луг [Luh]) település Kárpátalja Rahói járásában.

## Fekvése
Tiszalonka északi szomszédjában fekvő település. A Fagyalosból (Szvidovec) eredő Kaszó patak tiszai torkolatánál alakult ki.

## Története
Jelentős település volt a középkorban is, a hegyek közül kilépő folyókon aranymosás folyt. Az 1940-es évek óta körjegyzőség található Lonkán, melynek külterületi lakóhelyei között említendő Erdészvölgy (Kuzij) és Lonkabánya-völgy (Banszkij).
A Tisza mindkét oldalán elhelyezkedő egykor egységes települést a trianoni döntés két országnak ítélte. A felrobbantott hídpillér a Tisza medrében ma is emlékeztet a háború szörnyűségeire. Lonka temploma is a mai Romániába „szakadt”.